# Polní kuchyně

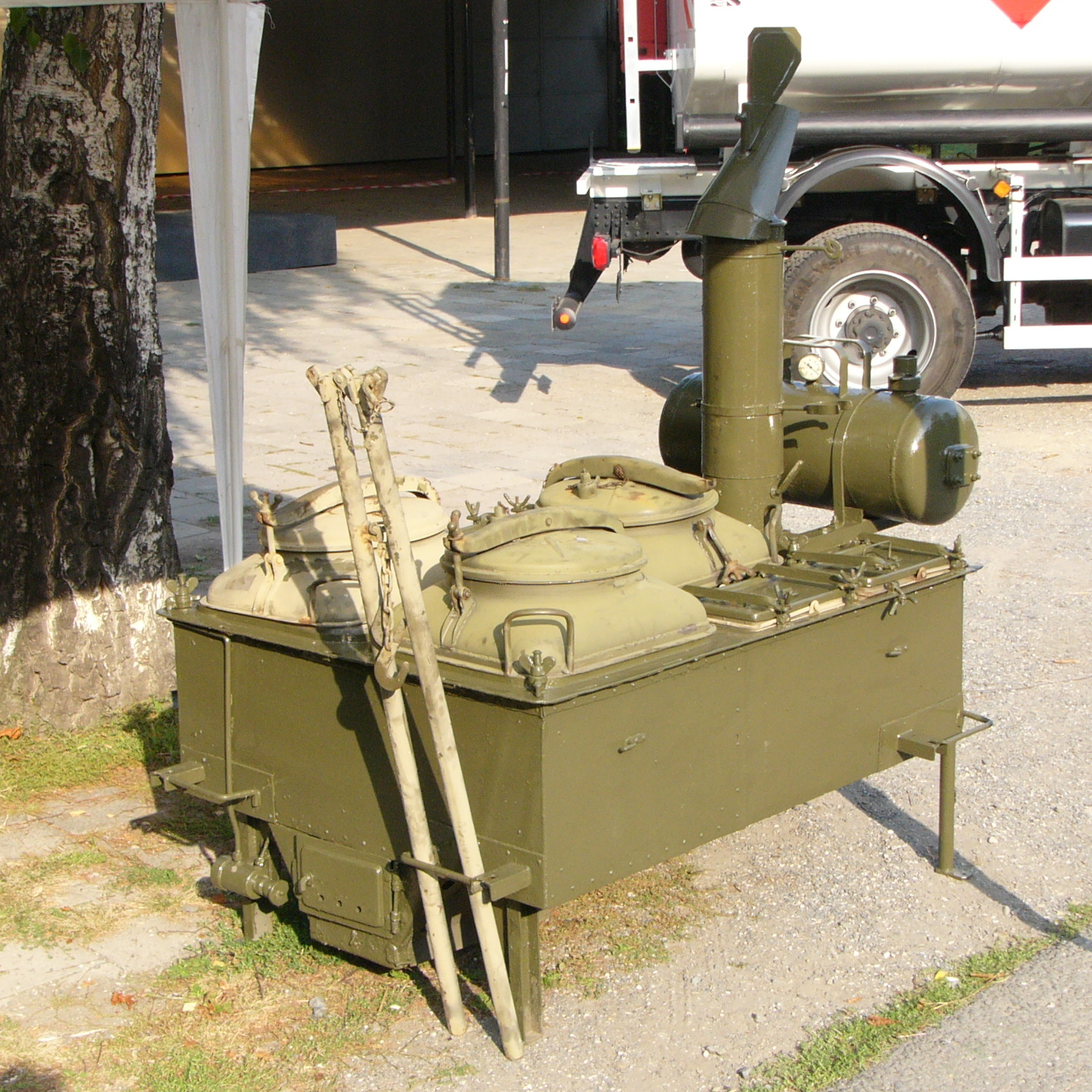
krb české předválečné armádní polní kuchyně PK-26 H bez podvozku

Polní kuchyně je mobilní souprava proviantní techniky určená k rychlé a efektivní produkci většího množství teplé stravy v primitivních a polních podmínkách. Obvykle má kapacitu na přípravu jídla pro cca 50–150 osob. Má rozsáhlé využití jednak ve vojenství, jednak při humanitárních a záchranných akcích, kupříkladu při velkých katastrofách.

## Využití ve vojenství
Polní kuchyně hrají důležitou úlohu pro udržení bojeschopnosti a morálky jednotky při boji mimo civilizaci. Příprava jídla na otevřeném ohni totiž je jednak neefektivní, jednak může být v bojových podmínkách i životu nebezpečná a bez teplé stravy pak bojeschopnost a bojové nadšení vojáků větší či menší rychlostí klesá (ať už pro nemoci či pro nekvalitní výživu). 
V některých podmínkách je proto schopnost připravit vojákům teplé jídlo extrémně důležitá, například v tropech, kde konzumace nepřevařené potravy hrozí přenosem různých chorob, nebo v polárních krajích, kde při extrémně nízkých teplotách organismus ohřát stravu potřebuje už proto, aby ji mohl bezeškody zkonzumovat. 
V takovýchto mezních podmínkách se polní kuchyně mohou stát pro svůj enormní význam i primárními taktickými cíli útoků. Například v Zimní válce (1939-1940) v oblastech severně od Ladožského jezera finští vojáci používali kouř z polních kuchyní nejen ke zjištění pozic protivníka, ale též k zaměřování minometů a zničení všech polních kuchyní v dosahu bylo prvořadým úkolem každého přepadu. Taktika to byla krutá a mimořádně účinná – konzumovat zmrzlé suchary a maso nebylo při teplotách klesajících až k −40 °C k žití a pokud si ruští vojáci zapálili oheň, aby si jídlo ohřáli, tak ve dne prozradili svoji pozici minometčíkům, v noci se stali ideálními terči pro odstřelovače.
V současné době armády přecházejí z přívěsných a automobilních kuchyní (v AČR POKA 3/1 va podvozku Praga V3S nahrazena soupravou POKA 4 na podvozku T 815 4×4 s vlekem) na kuchyně modulární kontejnerové splňující v maximální možné míře veškeré hygienické požadavky jako je například souprava Varna od výrobce Dahler Karbox Hořice. 

## Polní přívěsná kuchyně PK-26
Tato kuchyně, po modernizaci doplněná o naftovou palivovou soustavu (naftový agregát), získala do názvu H (PK-26 H) je umístěna na nebrzděném jednoosém podvozku slouží pro přípravu, uchovávání a výdej stravy pro 150 osob. Skládá se z podvozku s rezervou, krbu, bedny s příslušenstvím, mrazuvzdornou nádrží na vodu Z-800 a 7× 12 l, 4× 25 l a 2× 40 l termosy.
- krb obsahuje ohniště, po odmontování naftového hořáku možno použít pevná paliva, 3 nerezové přetlakové kotle 75 litrů, 4 postranní hliníkové kamnovce na ohřívání vody o objemu 20 l, tyč na vyjímání kotlů 
- bedna s příslušenstvím, 2 desky na krájení s možností přichytit ke stranám krbu, nože, naběračka, cedníky, plachetek na maso, nádoby na mytí rukou 5 litrů s dávkovačem a dalším drobným inventářem.
-zásobník na vodu Z 800, mrazuvzdorná hliníková nádrž v laminátové skořepině na 800 litrů pitné vody  

## Galerie

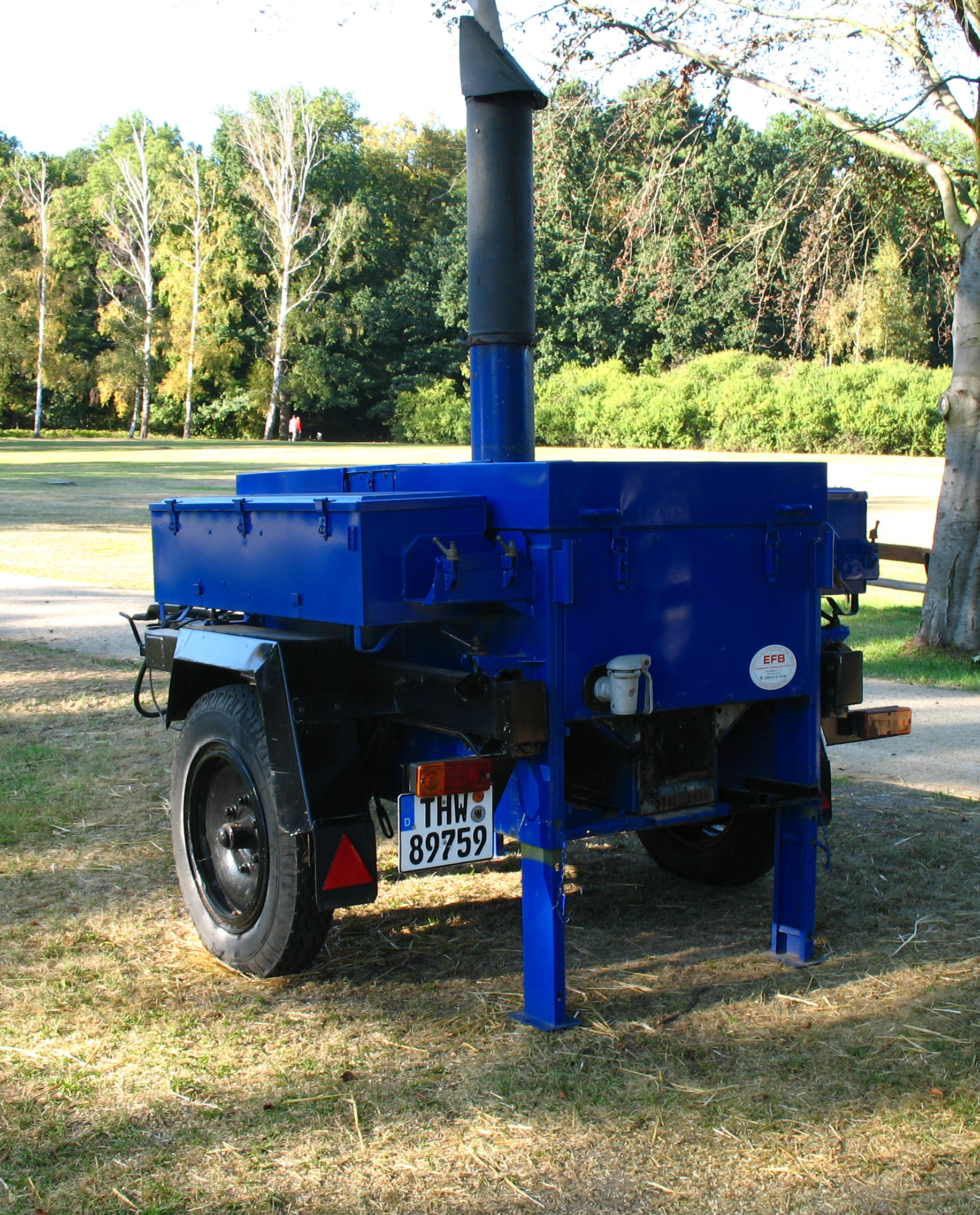
THW (do 1990 NVA)
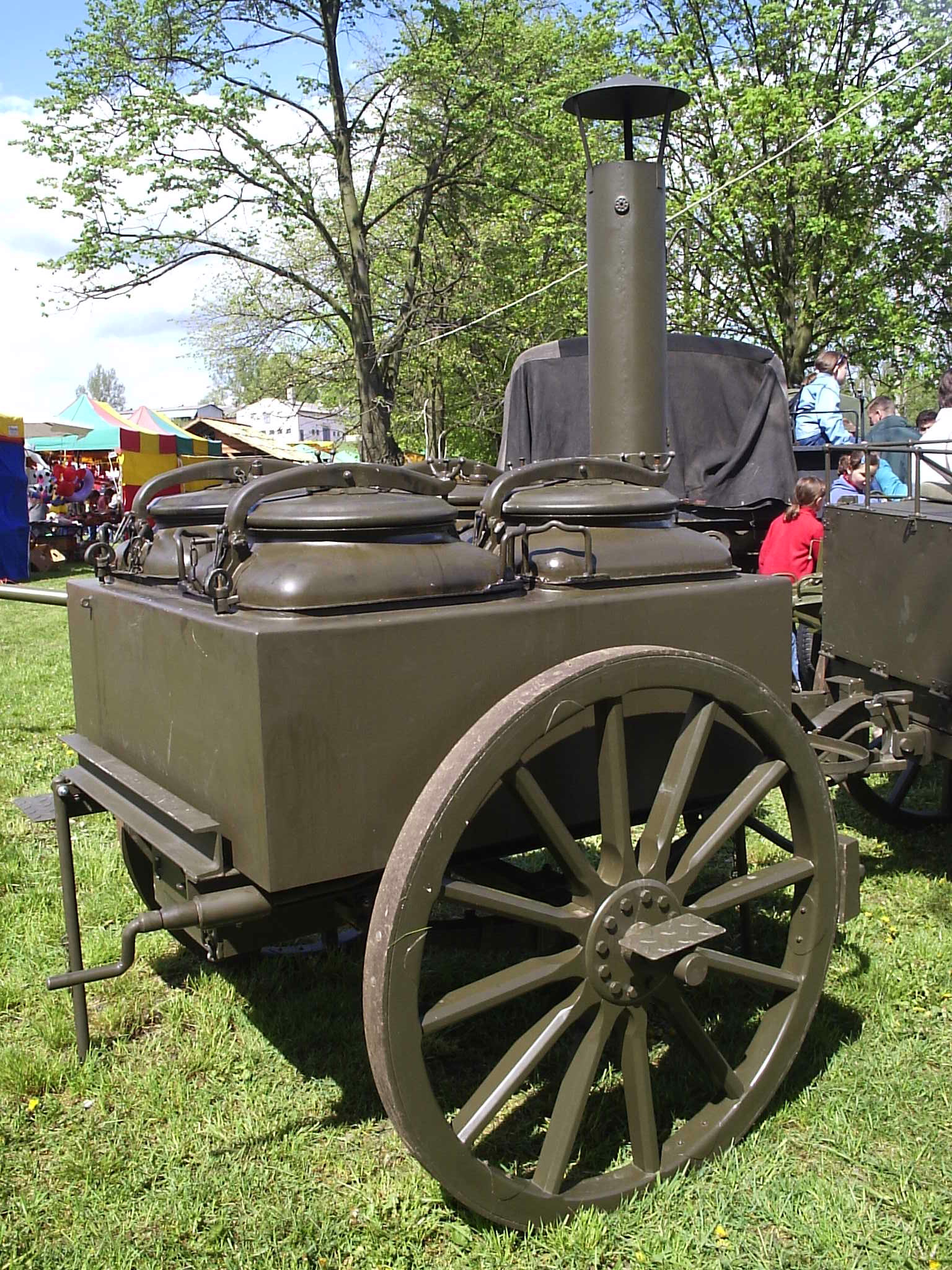
Polská armádní polní kuchyně